# Westwick, Cambridgeshire
Westwick är en by i civil parish Oakington and Westwick, i distriktet South Cambridgeshire, i grevskapet Cambridgeshire i England. Byn är belägen 7 km från Cambridge. Westwick var en civil parish 1866–1985 när blev den en del av Oakington and Westwick och Cottenham. Civil parish hade 37 invånare år 1961. Byn nämndes i Domedagsboken (Domesday Book) år 1086, och kallades då Westuuiche.